# 達蘭斯灣
73°50′S 16°30′W / 73.833°S 16.500°W
達蘭斯灣（英語：Durrance Inlet），是南極洲的海灣，位於毛德皇后地的瑪塔公主海岸，處於西斯特勞門冰川以北19公里，長22公里、寬9公里，根據美國地質調查局拍攝的空中照片繪入地圖，現時由南極條約體系管理。

## 外部連結
. . United States Geological Survey.   [2012-02-21].